# Louis Perrier
Frédéric-François-Louis Perrier (Neuchâtel, 22 de maio de 1849 – Berna, 16 de maio de 1913) foi um político suíço. Foi membro do Conselho Federal suíço de 1912 a 1913.
Perrier foi eleito Cônsul Federal da Suíça em 12 de março de 1912, e ocupou o posto até sua morte, em 16 de maio de 1913.

## Biografia
Perrier nasceu em Neuchâtel, Suíça. Ele era tio de Jean-Louis, Denise e Raymonde Berthoud e era o filho mais velho do arquiteto Louis-Daniel Perrier e Cécile Dardel. Aos 19 anos foi estudar em Stuttgart, Alemanha. Ele obteve seu diploma de arquiteto do Instituto Federal Suíço de Tecnologia de Zurique. Ele primeiro adquiriu experiência de trabalho com seu pai e participando da construção do Bureau Internacional de Pesos e Medidas em Sèvres. Depois disso, sua verdadeira carreira como arquiteto começou. A Universidade de Neuchâtel e o Hotel des Postes de La-Chaux-de-Fonds são dois entre muitos de seus trabalhos de prestígio. Em 1889, tornou-se membro do Grand Conseil neuchâtelois antes de se tornar membro do Conseil National do Cantão de Neuchâtel em 1902. De 1903 a 1912, Perrier foi membro do Conseil d'Etat do Cantão de Neuchâtel (governo cantonal) Ele era filiado ao Partido Democrático Livre. Ele presidiu o Conseil d'Etat duas vezes: 1905/1906 e 1909/1910.
Foi eleito para o Conselho Federal em 12 de março de 1912 e faleceu no ano seguinte, em 16 de maio de 1913. Durante sua gestão, ocupou os seguintes departamentos:
- Departamento de Correios e Ferrovias (1912)
- Departamento de Assuntos Internos (1913)

Como solteiro, Perrier também consegue encontrar tempo para seguir uma carreira militar impressionante. Tornou-se coronel em 1896 e, entre 1902 e 1905, comandou a génie du 1er corps d'armée e as tropas dos fortes de Saint-Maurice.